# Assedio di Aquileia (238)
L'assedio di Aquileia del 238 costituì la fase finale del regno di Massimino il Trace, il quale giunto in Italia con le armate pannoniche, fu qui fermato dalla popolazione locale, arroccata nella quarta città imperiale per numero di abitanti, prima che giungesse a Roma. La fame a cui fu ridotta la sua armata, portarono ad una rivolta interna tra le sue truppe ed alla morte dell'Imperatore romano che, con la morte di Alessandro Severo, aveva posto fine alla dinastia dei Severi ed all'inizio del periodo dell'anarchia militare.

## Contesto storico
Morti i due Gordiani, dopo il fallimento della rivolta in Africa contro il potere imperiale di Massimino il Trace, in odio al Senato di Roma, i senatori decisero di continuare la resistenza eleggendo co-imperatori ed Augusti due di loro, Pupieno (che era stato praefectus urbi) e Balbino (tardo aprile, inizi di maggio 238). Tuttavia una fazione a Roma preferì il nipote di Gordiano I, Gordiano III, tanto che ci furono duri combattimenti nelle strade di Roma: Balbino e Pupieno accettarono, allora, di proclamare il giovane Gordiano Cesare.
I tre avversari di Massimino potevano contare su milizie formate da coscritti e da gruppi di giovani, mentre l'imperatore aveva a propria disposizione un grande esercito che veniva da anni di guerre. Massimino, avendo ormai capito, che l'odio che il Senato di Roma aveva nei suoi confronti «non avrebbe avuto più fine», decise di marciare rapidamente su Roma per spazzare via i suoi oppositori. Non considerò, però, le difficoltà connesse con l'attraversamento delle Alpi alla fine dell'inverno e il suo esercito fu rallentato dalla guerriglia messa in atto dai difensori in Italia settentrionale.
Erodiano ci racconta dell'ordine di marcia dell'armata che attraversò le Alpi e scese nella piana di Aquileia con un ordine di marcia a forma di grande rettangolo, al fine di occupare la maggior parte della pianura sottostante, ponendo il bagaglio pesante, gli approvvigionamenti ed i carri al centro della formazione, prendendo lui stesso il comando della retroguardia, al seguito del grosso della sua armata. Su ogni fianco marciavano gli squadroni di cavalleria, truppe di Mauri armati di giavellotto e gli arcieri orientali. L'imperatore condusse, inoltre, con sé anche un consistente numero di ausiliari germani, i quali furono posti all'avanguardia, per sopportare gli assalti iniziali del nemico. Questi uomini estremamente selvaggi e audaci, risultavano molto abili nelle fasi iniziali della battaglia e, comunque, sacrificabili. Certamente meglio loro che le legioni.
Giunto in prossimità di Emona, pensava di trovarvi un esercito pronto a combatterlo, e invece, scoprì che tutti gli abitanti della regione si erano ritirati in città, portando via tutto ciò che poteva fornire vettovagliamento per il nemico, in modo che Massimino ed il suo esercito si trovassero ridotti alla fame. Ciò generò i primi malcontenti tra i suoi soldati, inizialmente contenuti in silenzio, poi sfociati in odio aperto verso il loro comandante. Molti affermano che Massimino trovò invece Emona, vuota e priva di ogni genere alimentare, poiché ogni cosa era stata distrutta preventivamente dagli abitanti, che poi avevano abbandonato la città. Stoltamente Massimino se ne rallegrò, credendo che l'intera popolazione fosse fuggita al suo arrivo. Dopo aver soggiornato una notte, si rimise in marcia e passò le Alpi, senza incontrare alcuna opposizione.

## Assedio
Quando l'esercito di Massimino giunse in vista di Aquileia, posta all'incrocio di importanti vie di comunicazione e deposito dei viveri e dell'equipaggiamento necessari ai soldati, la città chiuse le porte all'imperatore, guidata da due senatori incaricati dal Senato, Rutilio Pudente Crispino e Tullio Menofilo, i quali disposero molti uomini armati lungo l'intero percorso delle mura, che nel frattempo erano state rinforzate e dotate di nuove torri. Erodiano racconta che il primo attacco alle mura della città fu respinto:
(Erodiano, Storia dell'impero dopo Marco Aurelio, VIII, 2.2.)
Massimino prese allora una decisione fatale: invece di scendere rapidamente sulla capitale con le sue armate, mise personalmente sotto assedio la città di Aquileia, permettendo ai suoi avversari di organizzarsi: Pupieno, a cui era stata affidata la conduzione della guerra (mentre Balbino era preposto alla difesa di Roma), raggiunse infatti Ravenna, da cui diresse la difesa della città assediata.
Sebbene il rapporto di forze fosse ancora a vantaggio di Massimino, l'assedio si protraeva ormai senza alcun risultato, poiché gli abitanti di Aquileia avevano fatto abbondanti scorte di viveri prima che sopraggiungessero le armate imperiali (disponendo anche di numerosi pozzi d'acqua all'interno della città). Neppure un segnale di cedimento, poi rientrato, da parte della popolazione della città ad arrendersi, aveva minato lo spirito di resistenza degli Aquileiensi, grazie soprattutto al senatore Crispino:
(Historia Augusta - I due Massimini, 22.1.)
(Erodiano, Storia dell'impero dopo Marco Aurelio, VIII, 3.1-6.)

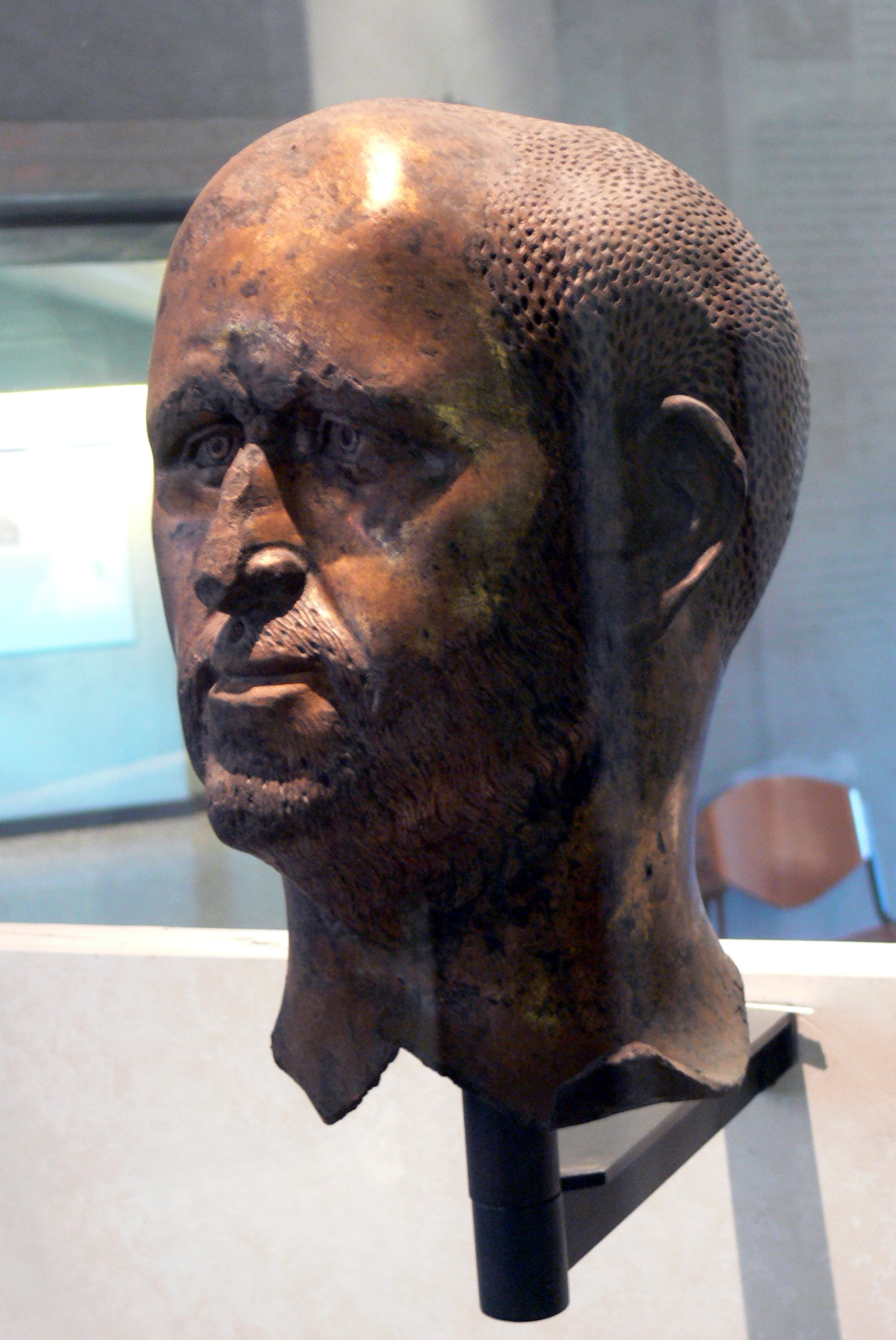
Busto bronzeo forse di Massimino il Trace, il quale trovò la morte presso la città di Aquileia (Museo archeologico cittadino).

Quando gli inviati fecero ritorno all'accampamento di Massimino senza successo, quest'ultimo, furibondo, si spinse con maggiore velocità verso la città. Ma quando arrivò a un grande fiume, a sedici miglia da Aquileia, trovò che era molto ampio e profondo (l'Isonzo). Erodiano aggiunge che gli Aquileiensi avevano distrutto tutti i ponti e che il caldo di quella primavera aveva sciolto i ghiacci delle vicine montagne, tanto che i fiumi erano in piena. Massimino, allora, provò a far guadare il fiume dai suoi ausiliari germani, ma molti di loro annegarono travolti dalla corrente delle rapide. Poi messo insieme un ponte servendosi delle botti per spedire il vino (utilizzate dagli abitanti della zona), attraversò il fiume e cominciò ad assediare Aquileia dalle immediate vicinanze, con ogni genere di macchine d'assedio. Gli Aquileiensi, da parte loro, si difendevano con ogni mezzo, grazie anche all'aiuto di donne, bambini e vecchi, che davano una mano per ciò che potevano.
(Erodiano, Storia dell'impero dopo Marco Aurelio, VIII, 4.8.)
Nel pieno della battaglia Massimino, insieme al figlio Gaio Giulio Vero Massimo, a cui era stato conferito il titolo Cesare, spronarono l'esercito all'attacco, cavalcando attorno alle mura e tenendosi a distanza di sicurezza dal tiro avversario, lanciando ora comandi ai suoi e ora inveendo contro la popolazione locale. Ma ciò non portò a nulla. Gli Aquileiensi, allora, cominciarono a scagliare sugli assedianti pietre incendiarie ricoperte di pece e olio d'oliva, versando sopra i loro aggressori un liquido bollente composto da bitume e zolfo, utilizzando una serie di lunghi manici. Questo liquido infuocato veniva portato in alto sulle mura, e poi riversato dall'alto sui soldati che assediavano la città, quasi fosse una pioggia di fuoco.
(Historia Augusta - I due Massimini, 22.5.)
Molti dei soldati di Massimino perirono, per le gravi ustioni, sfigurati dalle fiamme, spesso estratti a forza dalle loro corazze di metallo rovente. Gli Aquileiensi contemporaneamente scagliavano frecce incendiarie che si conficcavano nelle macchine d'assedio avversarie, ormai prossime alle mura della città, riuscendo a demolirne molte, consumate dalle fiamme.
Alla fine, la penuria di viveri dell'armata romana, la continua esposizione ai fenomeni atmosferici (sole e pioggia), la rigida disciplina imposta dall'imperatore, i continui successi degli Aquileiensi (che potevano invece disporre di abbondanti riserve idriche e di cibo), la politica della "terra bruciata" adottata dal Senato di Roma tutt'attorno ad Aquileia (ponendo di fatto l'esercito assediante sotto assedio), oltre alla rabbia di Massimino, incapace di assaltare in modo risolutivo le mura della città, causarono l'ostilità delle truppe stesse verso l'imperatore, e la conseguente rivolta.
(Historia Augusta - I due Massimini, 22.2.)
(Historia Augusta - I due Massimini, 23.1-2.)
E sempre il Senato aveva inviato, ex-pretori ed ex-questori, in tutte le città, per predisporre ovunque misure di sicurezza atte a difendere ogni cosa da possibili attacchi di Massimino, tanto che quest'ultimo si trovò nella posizione critica di essere egli stesso assediato, con l'intero mondo romano ostile.
I soldati della Legio II Parthica (solitamente di stanza nei castra Albana), presi dal timore, verso mezzogiorno, durante un momento di pausa del combattimento, strapparono le sue immagini dalle insegne militari, per segnalarne la deposizione, poi lo assassinarono nel suo accampamento, assieme al figlio Massimo, mentre i due erano coricati sotto la tenda (10 maggio 238). Insieme a loro anche i più stretti collaboratori perirono. Poi infilate le loro teste in cima a delle picche, ne fecero mostra agli Aquileiensi, mentre i loro corpi furono esposti a cani e uccelli.
Secondo invece la versione di Zosimo, una volta che Massimino si accorse di essere in grave pericolo per la sua vita:
(Zosimo, Storia nuova, I, 15.1-2.)

## Conseguenze
Quando i soldati seppero della morte di Massimino, alcuni di loro rimasero attoniti. Ecco come ci racconta Erodiano del dopo-morte dell'imperatore Massimino Trace:
(Erodiano, Storia dell'impero dopo Marco Aurelio, VIII, 6.1.)
(Historia Augusta - I due Massimini, 33.1.)
Poi, i soldati, dopo aver deposto le loro armi, si avvicinarono alle mura di Aquileia, questa volta in pace, aspettandosi che gli abitanti di Aquileia aprissero loro le porte e gli accogliessero in amicizia. I generali di Aquileia, tuttavia, preferirono mantenere le porte chiuse, mostrando loro le statue dei tre nuovi imperatori, Pupieno, Balbino e Gordiano III Cesare, applaudendoli e chiedendo che gli ex-soldati di Massimino gridassero anch'essi la loro approvazione agli imperatori scelti dal Senato e dal popolo romano. Subito dopo disposero un mercato per i soldati, sotto le mura, e misero in vendita i beni di loro produzione, che comprendevano ampie disponibilità di cibo, bevande, abbigliamento e scarpe. Abitanti e soldati si riconciliarono, sebbene la situazione dei giorni successivi mostrò un esercito ancora accampato attorno alle mura di Aquiliea, quasi fosse ancora in procinto di assediarla.
A Roma, intanto, vennero subito abbattute le sue statue ed i suoi busti, mentre il suo prefetto del pretorio fu assassinato assieme ad altri suoi amici. Poi le teste dei due ex-sovrani, padre e figlio, furono inviate nell'Urbe, mentre i loro corpi furono mutilati e dati in pasto ai cani, una poena post mortem. Il Senato elesse imperatore il tredicenne Gordiano III e ordinò la damnatio memoriae per Massimino.
(Historia Augusta - I due Massimini, 24.1.)
I soldati romani, privi ora del loro comandante ed Imperatore, furono accolti in città dagli Aquileiensi, prima di tutto a condizione che facessero atto di adorazione davanti alle immagini di Pupieno, Balbino e Gordiano III, mentre tutti proclamavano che i primi due Gordiani erano stati assunti tra gli dei. Poi distribuirono ai soldati affamati ed assetati, una grande quantità di cibo e bevande, dopo averne ricevuto il giusto e dovuto pagamento; il giorno seguente fu convocata un'assemblea generale, dove tutti i soldati prestarono solenne giuramento di fedeltà ai nuovi tre sovrani.